# Fragments of Unbecoming
Fragments of Unbecoming est un groupe allemand de death metal mélodique, originaire de Laudenbach, dans la Hesse.

## Histoire
Le groupe est formé en été 2000 par les deux guitaristes Sascha Ehrich et Stefan Weimar en tant que projet parallèle à leurs groupes principaux de l'époque, respectivement Mortified et Veneral Disease. Ingo Maier, également actif au sein de Veneral Disease à cette époque, rejoint le groupe en tant que batteur, Stefan Weimar s'occupant en plus du chant au début du groupe. Les membres de Fragments of Unbecoming répètent pendant plusieurs mois avec différents bassistes potentiels et choisissent finalement Wolfram Schellenberg. Au printemps 2001, les musiciens décident de ne plus considérer le groupe comme un projet parallèle et Sascha Ehrich quitte par la suite son ancien groupe Mortified. En mai 2002, le groupe sort son EP Bloodred Tales - Chapter I - The Crimson Season en autoproduction et se retrouve dans les CD bonus des magazines musicaux Rock Hard et Heavy, oder was ?!
Un an plus tard, en 2003, le groupe signe avec le label Metal Blade Records, et sort son premier album Skywards - Chapter II - A Sylphe's Ascension. Par la suite, le groupe décide de chercher un chanteur afin de soulager Stefan Weimar lors des concerts et de pouvoir travailler avec un chant à deux voix sur les prochains albums. Sam Anetzberger répète alors avec le groupe et donne quelques concerts, mais donne ensuite la priorité à son autre groupe, Dead Eyed Sleeper. Par la suite, un chanteur américain répète avec Fragments of Unbecoming, mais il ne peut rester durablement en Allemagne et quitte le groupe peu de temps après. Pour l'enregistrement de l'album suivant Sterling Black Icon - Chapter III - Black But Shining, qui devait à nouveau paraître chez Metal Blade Records, Sam Anetzberger est incité à revenir en automne 2005. Après l'enregistrement de The Everhaunting Past - Chapter IV - A Splendid Retrospection, Wolfram Schellenberg quitte le groupe pour des raisons de temps et est remplacé par Christopher Körtgen. L'album, déjà entièrement masterisé, sort chez Cyclone Empire après la signature du contrat. En août 2009, le groupe annonce la venue du bassiste Christopher Körtgen.
En 2012, le groupe commence l'enregistrement de leur cinquième album, qu'il nomme dans un premier temps The Art of Coming Apart, prévu au label Cyclone Empire.
En octobre 2017, le groupe signe avec Apostasy Records, et sort son album Perdition Portal en 2018,.

## Style musical
Le groupe considère que sa musique s'inspire du death metal suédois des années 1990. Des critiques ont fait des comparaisons avec At the Gates, A Canorous Quintet et les premiers In Flames. Parmi les éloges, on trouve le « haut niveau de composition » des morceaux, ainsi que les « arcs mélodiques en filigrane ».

## Discographie
- 2002 : Bloodred Tales – Chapter I – The Crimson Season (EP, auto-publié)
- 2004 : Skywards – Chapter II – A Sylphe's Ascension (Metal Blade Records)
- 2006 : Sterling Black Icon – Chapter III – Black But Shining (Metal Blade Records)
- 2009 : The Everhaunting Past – Chapter IV – A Splendid Retrospection (Cyclone Empire)
- 2012 : The Art of Coming Apart – Chapter V (Cyclone Empire)
- 2018 : Perdition Portal (Apostasy Records)